# 小行星20379
小行星20379（20379 Christijohns）是一颗绕太阳运转的小行星，为主小行星带小行星。该小行星于1998年5月22日发现。

## 轨道参数
小行星20379的轨道半长轴为2.6564881 UA，离心率为0.075。